# Бармута, Владимир Иванович
Владимир Иванович Бармута — советский хозяйственный, государственный и политический деятель, Герой Социалистического Труда.

## Биография
Родился в 1939 году в деревне Ялово. Член КПСС.
С 1961 года — на хозяйственной, общественной и политической работе. В 1961—2005 гг. — 3-й, 2-й, 1-й, старший помощник капитана среднего рыболовного траулера, старший помощник капитана большого морозильного рыболовного траулера (БМРТ) «Мгачи», капитан БМРТ «Тамань» Невельской базы тралового флота Сахалинского производственного объединения рыбной промышленности «Сахалинрыбпром» Главного управления «Дальрыба» Минрыбхоза СССР, капитан-директор БМРТ «Мыс Сенявина» Корсаковской базы океанического рыболовства объединения «Сахалинрыбпром» Главного управления «Дальрыба», капитан-директор БМРТ «XVI съезд профсоюзов», заместитель генерального директора Сахалинского производственного объединения рыбной промышленности, представитель Министерства рыбного хозяйства СССР в Новой Зеландии, атташе по рыболовству Посольства РФ в Новой Зеландии, председатель Союза добровольного объединения рыбаков.
Указом Президиума Верховного Совета СССР от 12 мая 1977 года присвоено звание Героя Социалистического Труда с вручением ордена Ленина и золотой медали «Серп и Молот».
Делегат XXIV съезда КПСС.
Почетный гражданин Сахалинской области.
Живёт в Южно-Сахалинске.